# Penelope Pitstop
Penélope Charmosa é uma personagem fictício que apareceu na série animada da Hanna-Barbera, Wacky Races, e estrelou o spin-off The Perils of Penelope Pitstop, dublado por Janet Waldo.

## Personagem
Viajando pelo mundo inteiro, ela é a benfeitora e representante da família Charmosa. Infelizmente, o seu consultor privado Silvestre Soluço (Slyvester Sneekly) que, ao contrário do que aparenta, tenta a todo o custo acabar com Penélope para que assim possa apoderar-se das riquezas da família Pitstop e sair completamente ileso de uma enorme falcatrua, a qual passa por homicídio e roubo. Usando o nome "Tião Gavião" (Hooded Claw) e ajudado pelos seus ajudantes, os "Irmãos Bacalhau" (Bully Brothers), cria todo o tipo de armadilhas para capturar Penélope e assim se livrar dela. Desde amarrá-la nos trilhos de uma montanha russa, em torpedos e até em uma mina abandonada prestes a explodir, Tião Gavião tenta a todo custo acabar com nossa heroína.
Porém, Penélope não está sozinha em suas aventuras, pois conta com a ajuda da "Quadrilha de Morte" (Ant Hill Mob), um grupo de sete gângsters muito simpáticos, que com o auxílio do seu carro, o "Chugaboom", salvam a indefesa Penélope das garras de "Tião Gavião" e dos seus capangas.
Mas antes de ter a sua própria série animada The Perils of Penelope Pitstop (Os Apuros de Penélope Charmosa), esta adorável loura, que traja cor-de-rosa "dos pés à cabeça" e usa botas brancas, e os seus amigos, da Quadrilha da Morte, participaram na série animada Wacky Races (pt: A Corrida Mais Louca do Mundo / br: Corrida Maluca), onde também figuravam os grandes vilões Dick Dastardly (pt: Dick Detestável / br: Dick Vigarista) e Muttley, e muitos outros personagens.